# Карнет АТА
Ка́рнет ATA (англ. ATA Carnet) — уніфікований міжнародний митний документ, прийнятий відповідно до положень Конвенції про тимчасове ввезення, укладеної у Стамбулі 26 червня 1990 року. Скорочення «A.T.A.» — це комбінація абревіатур французьких слів «фр. admission temporaire» і англійських «англ. temporary admission». Останнім часом більш вживаним є скорочення «ATA» (без крапок).

## Функції
Карнет ATA:
- дозволяє звільнення від мита, митних зборів і податків тимчасове ввезення товарів протягом до одного року на території країн-учасниць міжнародної системи ATA (далі — країн-учасниць);
- приймається митними органами країн-учасниць замість своїх національних митних документів;
- є міжнародною чинною гарантією сплати країні-учасниці ввізного мита і податків згідно з її національним законодавством у разі порушення режиму тимчасового ввезення.

## Форма
Карнет ATA, виданий в Україні, являє собою книжку формату А4, зброшуровану з певної кількості аркушів різного призначення та кольору:
- Верхня та нижня обкладинки зеленого кольору.
- Відривні документи жовтого (для митних органів України як країни тимчасового вивезення товарів), білого (для митних органів країн тимчасового ввезення) і блакитного (для митних органів транзитних країн) кольорів.
- Аркуші з корінцями для кожного відривного документа відповідно жовтого, білого і блакитного кольорів.

Кількість відривних документів і аркушів з корінцями до них, з яких комплектується книжка ATA, залежить від кількості країн тимчасового ввезення, а також кількості транзитних країн, через митну територію яких прямує вантаж.

## Карнет АТА в Україні
Україна приєдналася до Стамбульської Конвенції про тимчасове ввезення у червні 2004 року згідно з Законом України від 24.03.2004 № 1661-IV.
Розпорядженням Кабінету Міністрів України від 31.12.2004 № 988-р та Порядком видачі книжок (карнетів) A.T.A., затвердженим постановою Уряду України від 29.11.2006 № 1654, повноваження виступати гарантуючою організацією, що видає в Україні книжки (карнети) ATA, надані Торгово-промисловій палаті України. ТПП України може делегувати повноваження щодо видачі книжок (карнетів) ATA регіональним торгово-промисловим палатам, залишаючись при цьому єдиною гарантуючою організацією в Україні.
Зі вступом ТПП України до міжнародної мережі гарантуючих асоціацій Україна з 1 березня 2008 року стала повноправним членом міжнародної системи ATA й запровадила на своїй митній території обіг карнетів ATA.

## Переваги
Використання карнетів ATA при тимчасовому ввезенні товарів не є обов'язковим. Тобто, сам декларант вирішує — скористатися йому карнетом ATA, чи пройти процедури митного оформлення товарів за національними правилами країн призначення і транзитних країн.
Використання карнетів ATA дає суттєві переваги:
- Звільнення від сплати ввізного мита, митних зборів і податків при тимчасовому ввезенні товарів на термін до одного року.
- Немає потреби надавати й будь-які грошові застави, депозити, банківські гарантії як забезпечення сплати митних платежів, оскільки сам карнет ATA є такою міжнародною гарантією. Одержувач карнета ATA оплачує тільки послуги організації, що його видала.
- Зникає потреба заповнення національних митних документів безпосередньо у кожному пункті пропуску через митний кордон, оскільки карнет ATA заповнюється заздалегідь і містить відривні аркуші для митних органів кожної країни-учасниці, митний кордон якої перетинається.
- Однією книжкою ATA вантаж може бути оформлений для тимчасового ввезення (транзиту) в (через) декілька країн-учасниць системи ATA.
- Товари, охоплені карнетом ATA, можуть вивозитися та повертатися однією чи декількома партіями.

## Використання
Карнети ATA інтенсивно використовуються в багатьох країнах світу. Тільки у 2006 році було видано близько 158 000 карнетів ATA на тимчасове ввезення товарів, оцінених у майже 15 мільярдів доларів США.[джерело?]
У співробітництві з Всесвітньою митною організацією (WCO) Міжнародна торгова палата (ICC), Всесвітня федерація палат (WCF) та національні торгово-промислові палати докладають зусилля для поширення системи ATA на більшу кількість країн, запровадження обігу цих документів у звичайну практику міжнародних ділових стосунків.[джерело?]